# Cajetan von Textor
Cajetan von Textor (Markt Schwaben, perto de Ebersberg, 28 de dezembro de 1782 – Wurtzburgo, 7 de agosto de 1860) foi um cirurgião alemão.
De 1804 a 1808 estudou na Universidade de Landshut, onde foi pupilo de Philipp Franz von Walther (1782–1849). Passou os próximos anos em uma jornada educacional estendida através da Europa, onde estudou com Alexis Boyer (1757–1833) em Paris, Antonio Scarpa (1752–1832) em Pavia e Georg Joseph Beer (1763–1821) em Viena. Foi depois segundo médico no Hospital Geral de Munique.
Em 1816 foi indicado professor de cirurgia e Oberwundarzt no Juliusspital da Universidade de Würzburgo. Em 1832 foi dispensado de suas funções em Würzburgo e banido para a escola de cirurgia de Landshut por suspeita de vínculos políticos com a Revolução de Julho e o Festival de Hambach. Em 1834 foi restabelecido em Würzburgo, onde permaneceu pelo resto de sua carreira. Um de seus alunos mais conhecidos foi Bernhard Heine (1800-1846), inventor do osteótomo.
No campo da cirurgia Cajetan von Textor foi especialista em operações ósseas e articulares. Entre suas publicações está uma tradução alemã do trabalho cirúrgico de Alexis Boyer, intitulado Grundzüge zur Lehre der chirurgischen Operationen (1818-1827, 2ª edição 1834-1841).